# Quién sabe?
Quién sabe? é um filme ítalo-espanhol de 1966, do gênero faroeste, dirigido por Damiano Damiani, roteirizado por Salvatore Laurani e Franco Solinas, música de Luis Bacalov e Ennio Morricone.

## Sinopse
Revolução mexicana, popular líder revolucionário protege e conduz um mercenário americano, sem desconfiar das intenções do estrangeiro.

## Elenco
- Gian Maria Volonté....... Chuncho Munos / 'El Chuncho'
- Klaus Kinski....... El Santo
- Martine Beswick....... Adelita
- Lou Castel....... Bill 'Niño' Tate
- Jaime Fernández....... General Elías
- Andrea Checchi....... Don Feliciano
- Spartaco Conversi....... Cirillo
- Joaquín Parra....... Picaro
- Aldo Sambrell....... Tenente Alvaro Ferreira
- José Manuel Martín....... Raimundo
- Santiago Santos....... Guapo
- Valentino Macchi....... Pedrito